# Adama Wade
 (août 2022).
Si vous disposez d'ouvrages ou d'articles de référence ou si vous connaissez des sites web de qualité traitant du thème abordé ici, merci de compléter l'article en donnant les références utiles à sa vérifiabilité et en les liant à la section « Notes et références ».
Pour les articles homonymes, voir Wade.
Adama Wade est un journaliste mauritanien  du XXIe siècle.

## Biographie
De nationalité  mauritanienne, il arrive à Casablanca vers 1992. 
Diplôme de CLC (Capitaine au Long Cours de la Marine Marchande) Marine Marchande et Commerce International. Depuis 2000, il poursuit sa carrière dans la presse marocaine, notamment dans les rubriques Économie et finances.
Il dirige  le bureau de Casablanca et les rubriques financières du journal Les Afriques avant d'en devenir Directeur de la Rédaction.
Le 1er  juillet 2013, Adama Wade devient le directeur de publication de Financial Afrik . À ce titre, il est en fin de liste pour la finale du concours « African Story Challenge » de 1 million de dollars.

## Parcours journalistique
Entre 2000 et 2002, il est rédacteur à la Vie Industrielle et Agricole et à la Vie Touristique Africaine (Casablanca).
Il est ensuite responsable pendant deux ans de la rubrique « Économie » à Demain Magazine.
En octobre 2003, il devient journaliste à Aujourd'hui le Maroc et prend la responsabilité de la rubrique « Économie et Finances » en 2006
En juillet 2007, il quitte Aujourd'hui le Maroc pour devenir le directeur de la rédaction du journal panafricain Les Afriques
En décembre 2010, il est lauréat du Prix Lorenzo-Natali (Union européenne) à la suite d'une enquête sur la filière cacao en Côte d'Ivoire.
À partir de juillet 2013, Adama Wade est chargé de la direction de publication de Financial Afrik.